# Adam Brandner von Wolfszahn

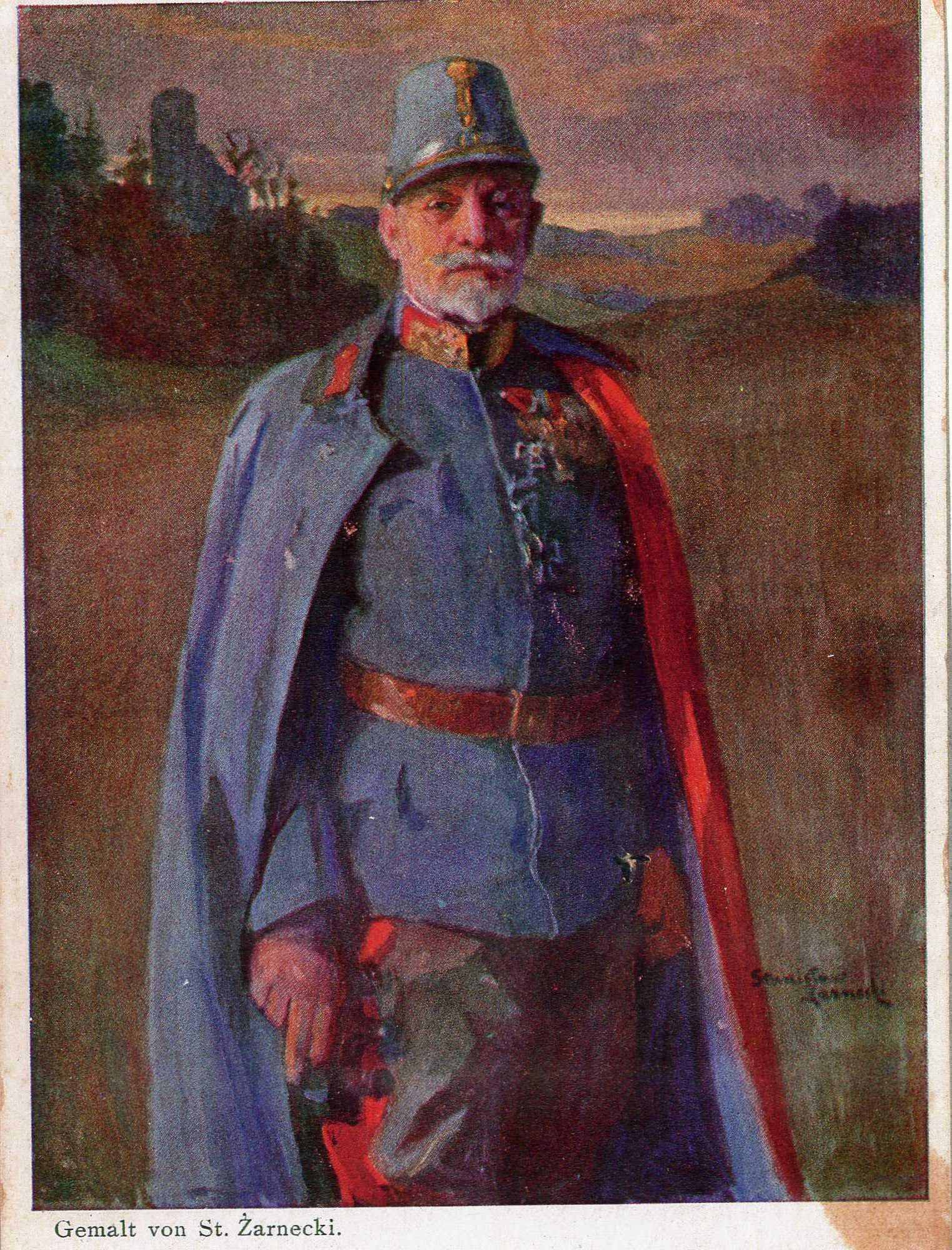
Adam Brandner Edler von Wolfszahn 1914

Adam Brandner, seit 1906 Brandner Edler von Wolfszahn (* 3. April 1857 in Franzfeld, Banat, Kaisertum Österreich; † 8. August 1940 in Weidling/Klosterneuburg) war im Ersten Weltkrieg österreich-ungarischer Feldmarschallleutnant, Kommandeur der 46. k.u.k Landwehr Infanterietruppendivision, k.u.k. Militärkommandant von Krakau und einer der meist dekorierten Generäle der österreich-ungarischen Armee.

## Leben

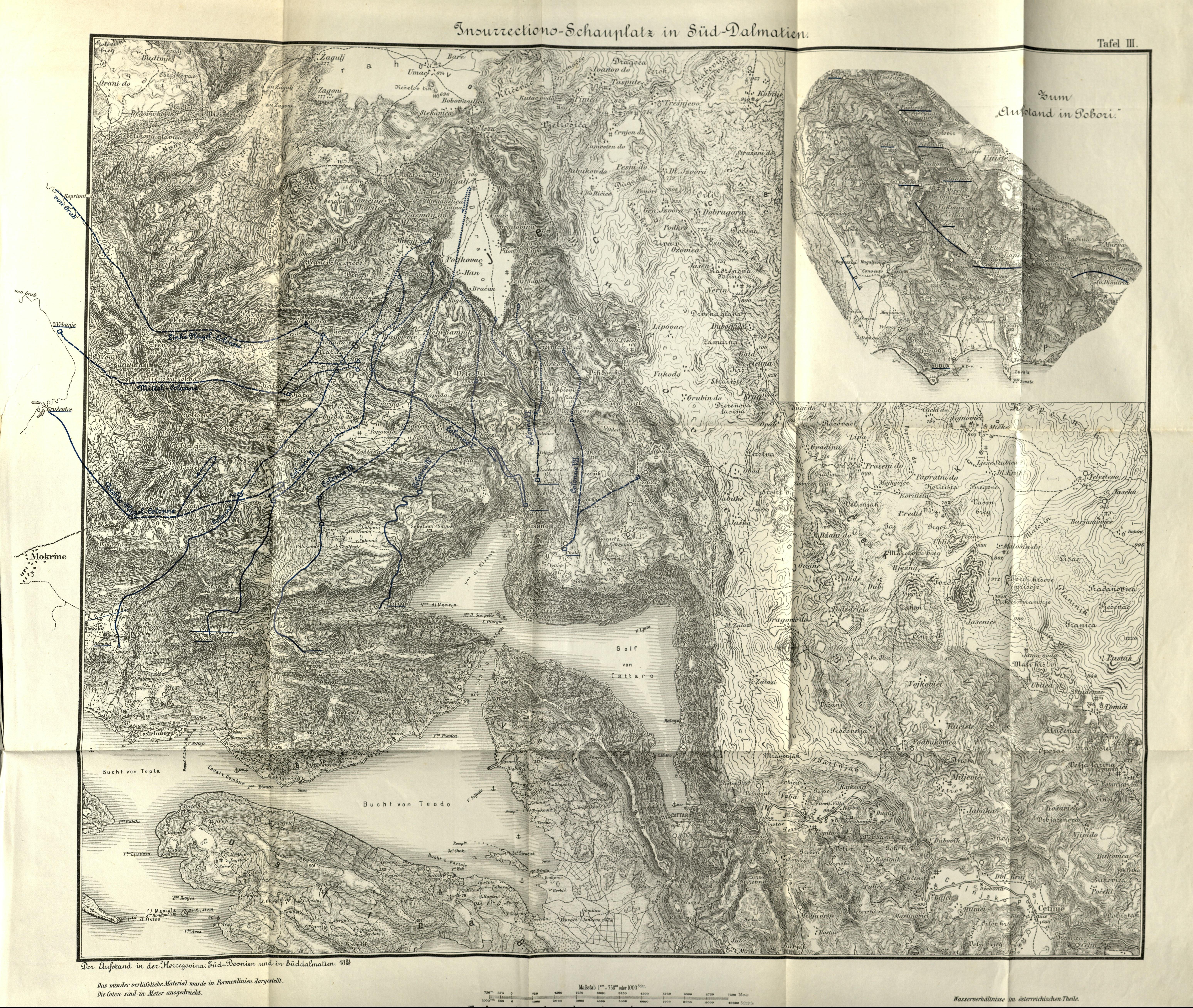
Während des Aufstands in der Krivošije 1882 war das k.k. Militär mit dem schwer gangbaren Terrain des Orjens und seiner freiheitsliebenden Bergbewohner konfrontiert. Der vorhergehende Aufstand der Krivošije 1869 hatte zu einer Niederlage des k.k. Militärs geführt.

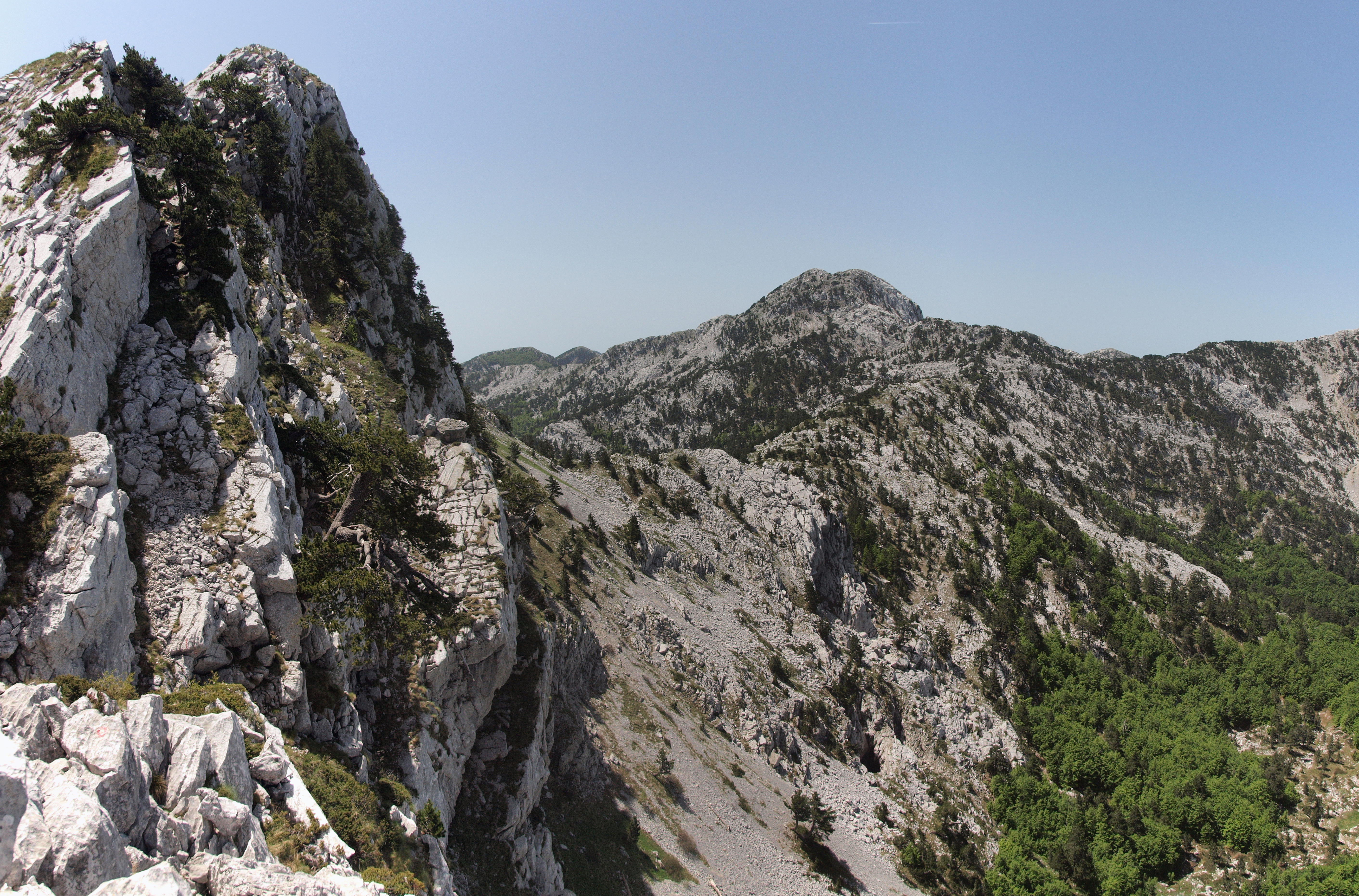
Den Ehrentitel Edler von Wolfszahn übernahm Adam Brandner vom „Vucji zub“, dem ehemaligen Dreigrenzpunkt Dalmatiens, Bosniens und Montenegros

Adam Brandner wurde in der evangelischen Gemeinde Franzfeld im Banat, einem donauschwäbischen Dorf Österreich-Ungarns, als Sohn eines Bauern geboren. Sein Urgroßvater war 1790 aus Langensteinbach bei Pforzheim, in der Markgrafschaft Baden, ausgewandert.

Adam Brandner 1878 als Leutnant

Von 1867 bis 1874 besuchte er erst die Militär-Realschule, dann die Truppen-Vorbereitungsschule in Pančevo, von 1874 bis 1878 absolvierte er die militärische Kadettenschule in Wien, die er 1878 als Leutnant abschloss.
In seiner militärischen Dienstzeit war er an folgenden Standorten stationiert:
- Großbetschkerek: 1874 – Inf.Reg. Nr. 29
- Wien: 1874–1877 – Kadettenschule
- Großbetschkerek: 1877–1878 – Inf.Reg. Nr. 29
- Bjelovar: 1878–1883 – Inf.Reg. Nr. 16
- Debreczin: 1883–1886 – Inf.Reg. Nr. 39
- Bruck an der Leitha: 1886 – k.u.k. Armeeschießschule
- Kronstadt/Wien: 1887–1894 – Inf.Reg. Nr. 2
- Triest/Pola: 1894–1898 – Landwehr Inf.Reg. Nr. 5
- Pilsen: 1898–1899 – Landwehr Inf.Reg. Nr. 7
- Pisek: 1899–1902 – Landwehr Inf.Reg. Nr. 28
- Leoben: 1902–1906 – Landwehr Inf.Reg. Nr. 3
- Klagenfurt: 1906–1911 – Landwehr Inf.Reg. Nr. 4
- Olmütz: 1911–1914 – 92. Landwehr Inf.Brigade
- Ostfront: 1914–1915 – 46. Landwehr Inf.Division
- Krakau: 1915–1918 – Militärkommandantur

Im Jahr 1878 machte er als junger Leutnant die Okkupationsgefechte in Bosnien mit und erntete die „allerhöchste belobende Anerkennung“. In der Zeit 1882/83 machte er die Insurrektionskämpfe im südlichen Okkupationsgebiet der Herzegowina mit, darunter die Gefechte an der Jastrebica und Vučji zub  vom 9./10. Mai 1882 (zu deutsch „Wolfszahn“. In Anlehnung daran wählte Brandner 1906 das Prädikat „Edler von Wolfszahn“). Dabei erhielt er für besondere Tapferkeit vor dem Feinde das Militärverdienstkreuz 3. Klasse mit Kriegsdekoration sowie die Beförderung zum Oberleutnant.

Adam Brandner 1884 als Oberleutnant in Debreczin

Im Jahr 1889 wurde er Hauptmann 2. Klasse, 1892 Hauptmann 1. Klasse, 1898 Major und 1904 Oberstleutnant. Im Jahr 1906 erhielt er das Ritterkreuz des Franz-Joseph-Ordens. Im selben Jahr wurde er zudem – auf seinen Antrag aufgrund eines Offiziersprivilegs – für seine 30-jährige verdienstvolle Militärzeit in den erblichen Adelsstand erhoben und mit dem Adelsprädikat „Edler von Wolfszahn“ belohnt.
Im Jahr 1907 zum Oberst befördert wurde er Regimentskommandant des k.u.k. Landwehr-Infanterie-Regiments „Klagenfurt“ Nr. 4 in Klagenfurt. Unter seiner Leitung wurde dieses Regiment zu einem Regiment der k.k. Gebirgstruppe umgebildet, was ihm große Verdienste einbrachte. Im Jahr 1911 erhielt er den Orden der Eisernen Krone 3. Klasse für Offiziere und wurde zum Kommandanten der k.u.k. 92. Landwehr-Infanterie-Brigade ernannt.
Im folgenden Jahr wurde er zum Generalmajor befördert.

### Im Weltkrieg
Ende Juli 1914 wurde seine Brigade, als Teil der 46. Schützendivision (FML Karl Nastopil) an die Galizische Front verlegt und marschierte im Raum Sandomierz auf. In den folgenden Kämpfen ab 22. August gingen seine Truppen als Teil der 1. Armee (unter Gen. der Kav. Viktor Dankl) in Richtung auf Lublin vor und konnten in der Schlacht von Kraśnik eine russische Übermacht nach Norden zurückwerfen. Brandners Truppenführung zeichnete sich im Verband des I. Korps (Gen. der Kav. von Kirchbach) durch strategisches Geschick aus. Dafür wurde er am 17. September 1914 zum Kommandanten der k.u.k. 46. Schützendivision ernannt und erhielt am 30. September das Ritterkreuz des Leopoldsordens mit Kriegsdekoration, kurz darauf das Militärverdienstkreuz II. Klasse. Von der Deutschen Armeeführung erhielt er, für die Hilfestellung, die er einem deutschen Bataillon leistete, das im benachbarten Frontabschnitt lag, das Eiserne Kreuz II. Klasse und etwas später das der I. Klasse.
Während der Schlacht an der Weichsel stieß seine Division Ende Oktober 1914 am westlichen Ufer der Weichsel auf Iwangorod vor. Da die gleichzeitige Offensive der 2. und 3. Armee am San scheiterte und die rückwärtigen Verbindungen der 1. Armee zunehmend überdehnt wurden, musste sich das gesamte k.u.k. Heer Anfang November auf die Frontlinie Krakau-Neusandez-Karpatenpässe zurückziehen. Anfang Dezember 1914 stabilisierte eine österreich-ungarische Offensive im Raum Limanowa-Lapanow die wankende Front, die wie an der deutschen Westfront zum Stellungskrieg erstarrte.
Im Februar 1915 musste Brandner wegen einer Verwundung die Front verlassen und wurde nach der Genesung Inspizierender General der Ersatztruppen, zuständig für die Rekrutierung und Ausbildung neuer Truppen für die Ostfront. Am 21. Mai 1915 wurde er zum Feldmarschallleutnant befördert und als Divisionskommandant für die Süd-West-Front vorgesehen. Im Herbst wurde er aber zum k.u.k. Militärkommandanten von Krakau ernannt. Krakau war damals der größte und wichtigste Militärbezirk im Osten, da es die Drehscheibe für den kompletten Nachschub an sämtlichem Material und Truppen für die gesamte österreichische Ostfront war.
Eine große Herzensangelegenheit war ihm die Errichtung angemessener Soldatenfriedhöfe. Hierfür erhielt er 1917 das Ehrenzeichen 1. Klasse mit Kriegsdekoration für Verdienste um das Rote Kreuz. Im Mai 1918 wurde er aus gesundheitlichen Gründen in den Ruhestand versetzt. Als Anerkennung für seine geleisteten Dienste erhielt er noch vorher das Komturkreuz des Franz-Josef-Ordens mit Stern und Kriegsdekoration sowie vom sächsischen König das Großkreuz des sächsischen Albrechts-Ordens mit Schwertern.

### Ruhestand
Nach dem Zusammenbruch der k.u.k. Monarchie lebte Adam Brandner Edler von Wolfszahn als angesehener und hoch dekorierter Kriegsveteran im Ruhestand zunächst in Wien im Rennweg 4 am Schloss Belvedere. Seine letzten zwei Lebensjahre verbrachte er in Weidling bei Klosterneuburg. Als er am 8. August 1940 starb (an den Folgen eines schweren Schlaganfalls, den er vor lauter Freude erlitt, als Frankreich im Mai 1940 vor der deutschen Wehrmacht kapitulieren musste), erhielt er vom Deutschen Reich kein Staatsbegräbnis, welches ihm vom militärischen Rang zugestanden hätte, da er vor 1938 gegen den Anschluss Österreichs ans Deutsche Reich war.
Sein Grab befindet sich auf dem evangelischen Friedhof Matzleinsdorf im 10. Wiener Gemeindebezirk.
Generale, vom Feldmarschalleutnant aufwärts, wurden bis 1918 mit dem Titel „Exzellenz“ angeredet.
Der ihm gewidmete „Exzellenz Brandner Edler von Wolfszahn-Marsch“  (Op. 66, Wien, o. D.) stammt von Franz Lakomy, Kapellmeister im Infanterieregiment No. 57.

## Familie

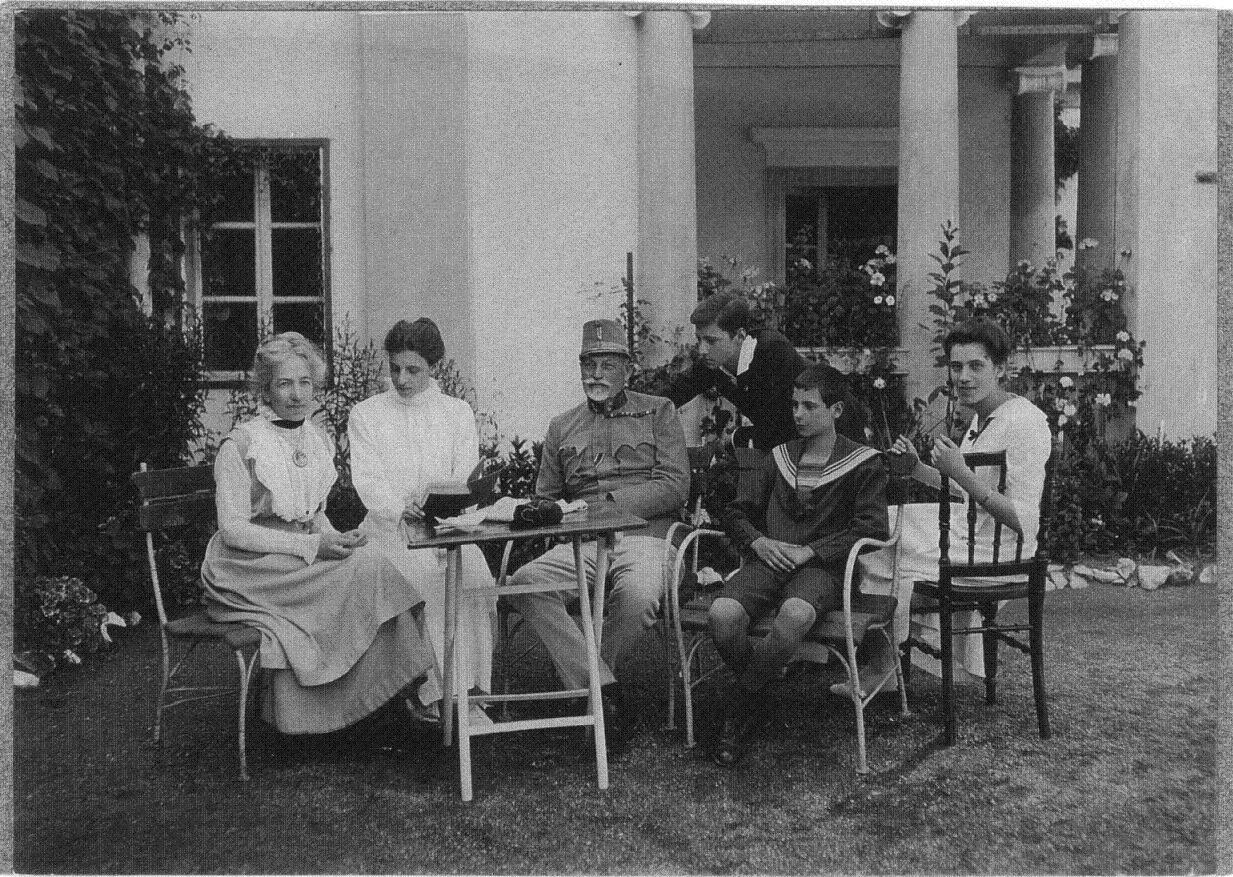
Adam Brandner Edler von Wolfszahn 1917 mit Familie in Olmütz

Seine Ehefrau Alice von Brandner geb. Bauer, war die Tochter eines Wiener k.u.k. Beamten der in die Provinz, nach Kronstadt (Siebenbürgen), versetzt worden war. Ihr Bruder, Moritz Bauer, war ein hoch dekorierter Vizeadmiral der k.u.k. Kriegsmarine.
Sein ältester Sohn Wilhelm (1895–1979) diente im Ersten Weltkrieg als Fregattenleutnant auf verschiedenen Torpedobooten der k.u.k. Kriegsmarine. Seine beiden jüngeren Söhne waren bei Kriegsende noch Kadetten bzw. Kadettschüler.

## Militärische Auszeichnungen

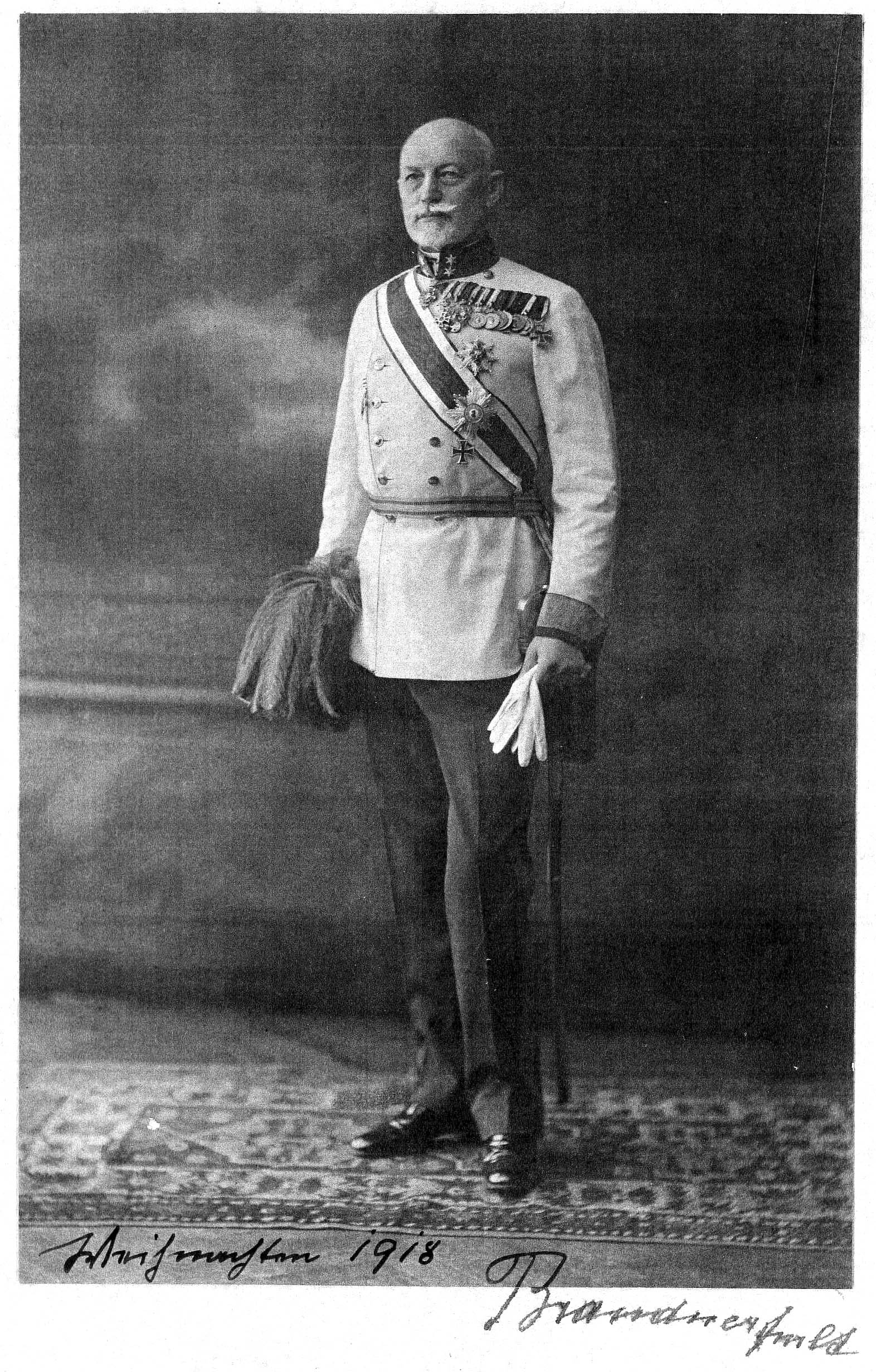
Feldmarschalleutnant Adam Brandner Edler von Wolfszahn in Gala-Uniform 1918

- 1878: Bei den Okkupationsgefechten in Bosnien erhielt er die „militärische allerhöchste belobende Anerkennung“ (P.N.Blatt Nr. 74)
- 1879: Österreichische Kriegsmedaille
- 1882: Österreichisches Militärverdienstkreuz II. Klasse mit Kriegsdekoration
- 1890: Militär-Verdienstmedaille am Bande des Militärverdienstkreuzes („Signum laudis“)
- 1898: Jubiläumserinnerungsmedaille
- 1899: Militärdienstzeichen III. Klasse für Offiziere
- 1906: Ritterkreuz des Franz-Joseph-Ordens
- 1906: Verleihung des Adelstitels „Edler von Wolfszahn“
- 1908: Militär-Jubiläumskreuz
- 1909: Militärdienstzeichen II. Klasse für Offiziere
- 1911: Orden der Eisernen Krone III. Klasse
- 1914: Erinnerungskreuz 1912/13
- 1914: Ritterkreuz des Österreichischen Leopold-Ordens mit Kriegsdekoration
- 1914: Österreichisches Militärverdienstkreuz II. Klasse mit Kriegsdekoration
- 1914: Eisernes Kreuz II. Klasse
- 1915: Eisernes Kreuz I. Klasse
- 1917: Ehrenzeichen I. Klasse mit Kriegsdekoration für Verdienste um das Rote Kreuz
- 1917: Silberne Militär-Verdienstmedaille am Bande des Militärverdienstkreuzes („Signum laudis“)
- 1918: Komtur des Franz-Joseph-Ordens mit Stern und der Kriegsdekoration
- 1918: Großkreuz des sächsischen Albrechts-Ordens mit den Schwertern

## Bilder

Adam Brandner als junger Leutnant 1878 in Großbetschkerek
Adam Brandner als Leutnant 1882 in Ragusa (Dubrovnik)
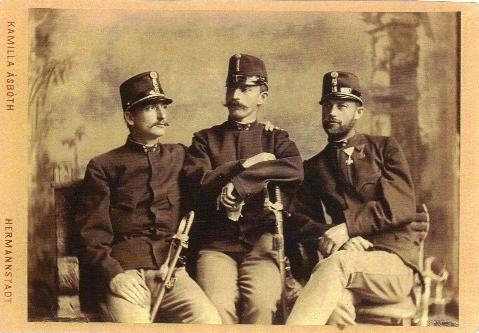
Oberleutnant Adam Brandner 1884 (ganz rechts sitzend) in Hermannstadt
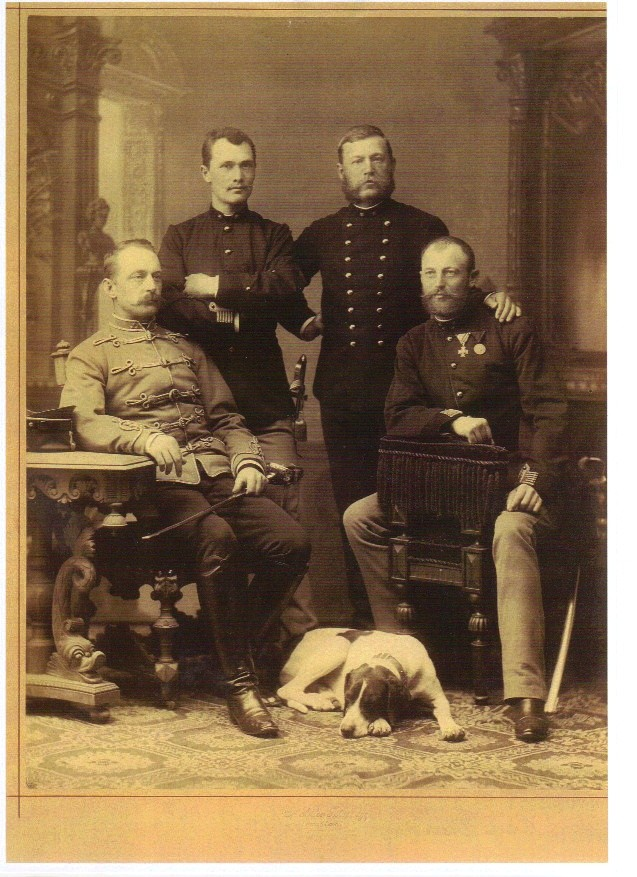
Oberleutnant Adam Brandner 1888 (ganz rechts sitzend) in Kronstadt
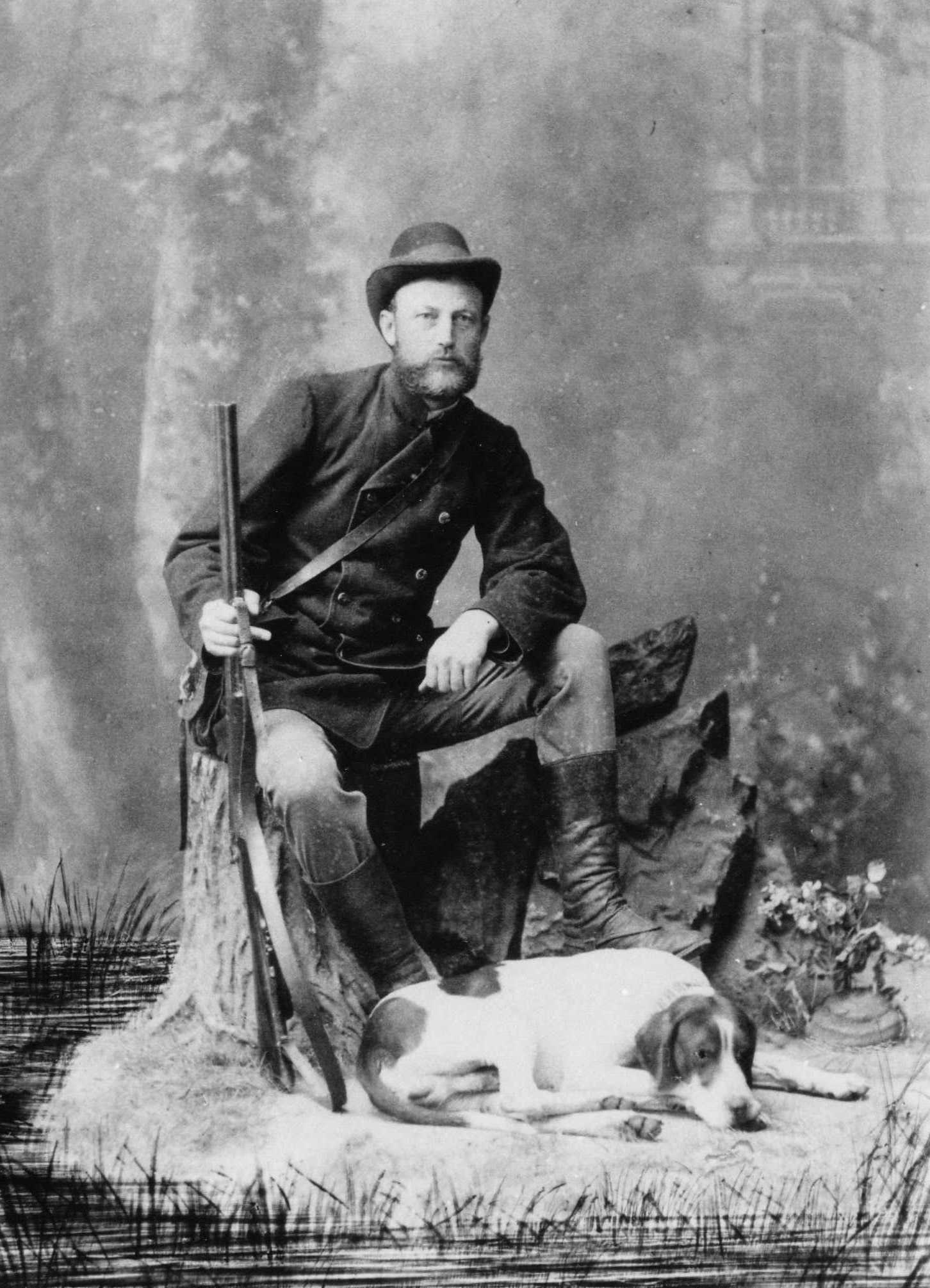
Adam Brandner als Jäger 1887
Adam Brandner als Hauptmann 1892 in Wien
Hauptmann Adam Brandner mit Ehefrau Alice geb. Bauer 1894 in Pola/Triest
Adam Brandner als Hauptmann 1896 in Pola
Adam Brandner als Major 1898 in Pilsen mit Sohn Wilhelm
Oberst Adam Brandner, Kommandeur des 4. Landwehr-Gebirgsschützen-Regiments Klagenfurt im Jahr 1909
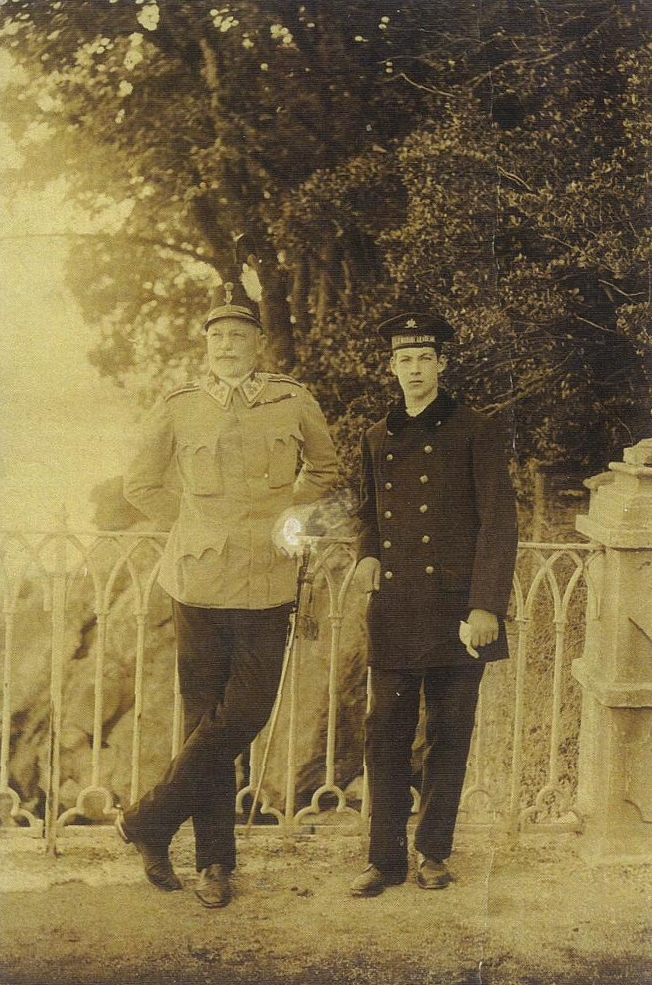
Adam Brandner 1910 mit Wilhelm Brandner
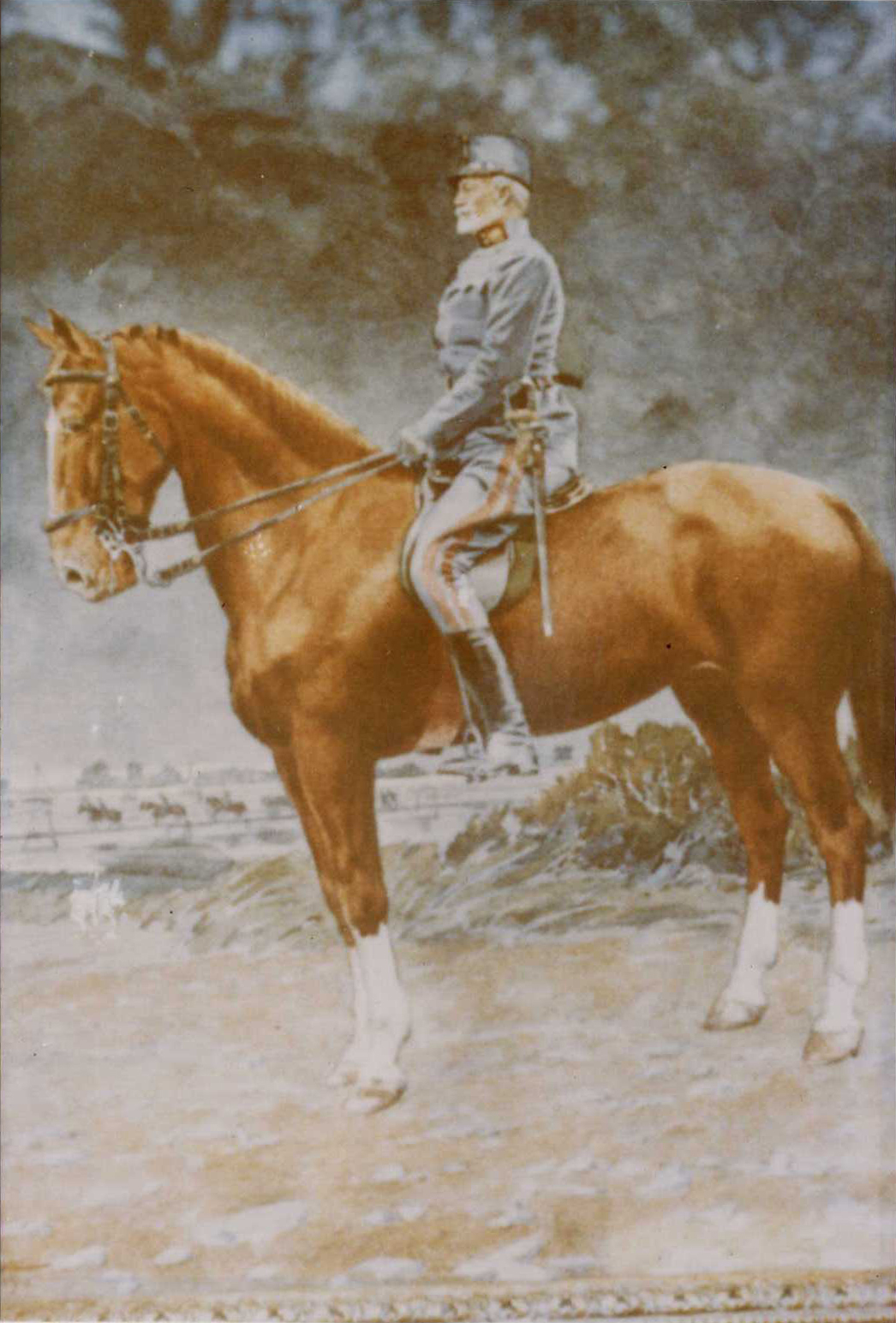
Generalmajor Adam Brandner 1912
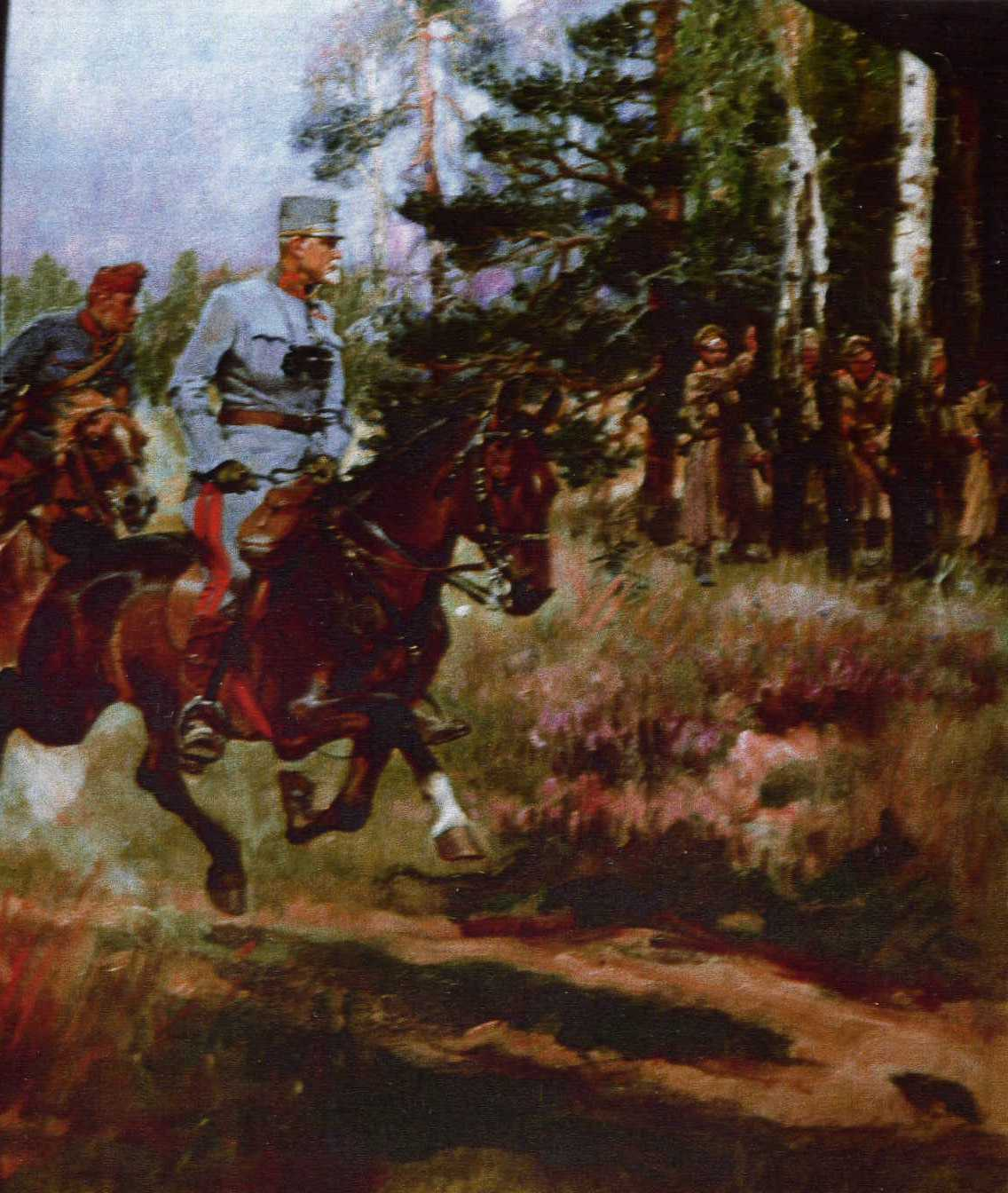
Gefangennahme einer russischen Kompanie von Generalmajor Adam Brandner bei einem Erkundungsritt an der galizischen Ostfront
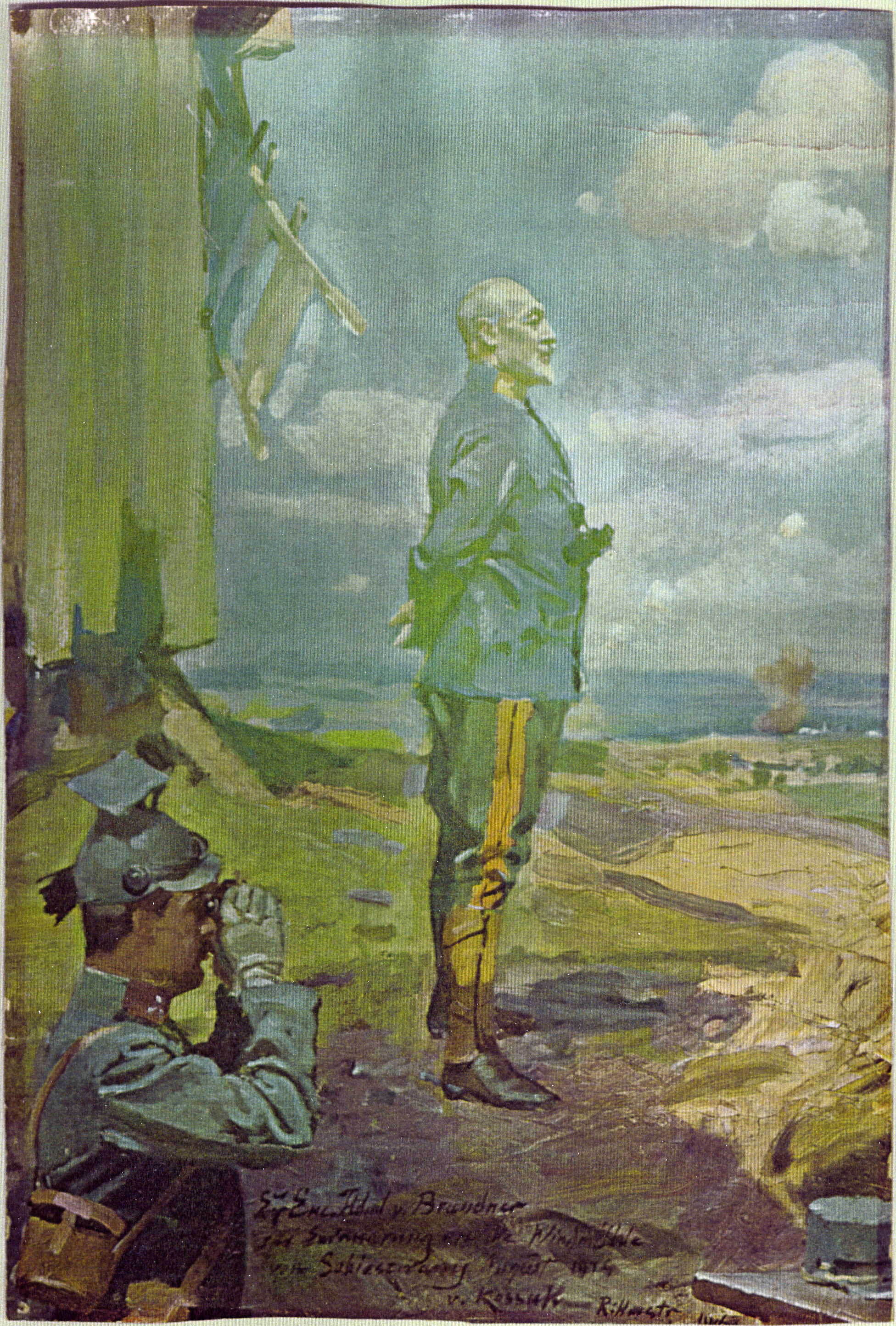
Generalmajor Adam Brandner im Herbst 1914 an der galizischen Front, während eines Sturmangriffs seiner Division.
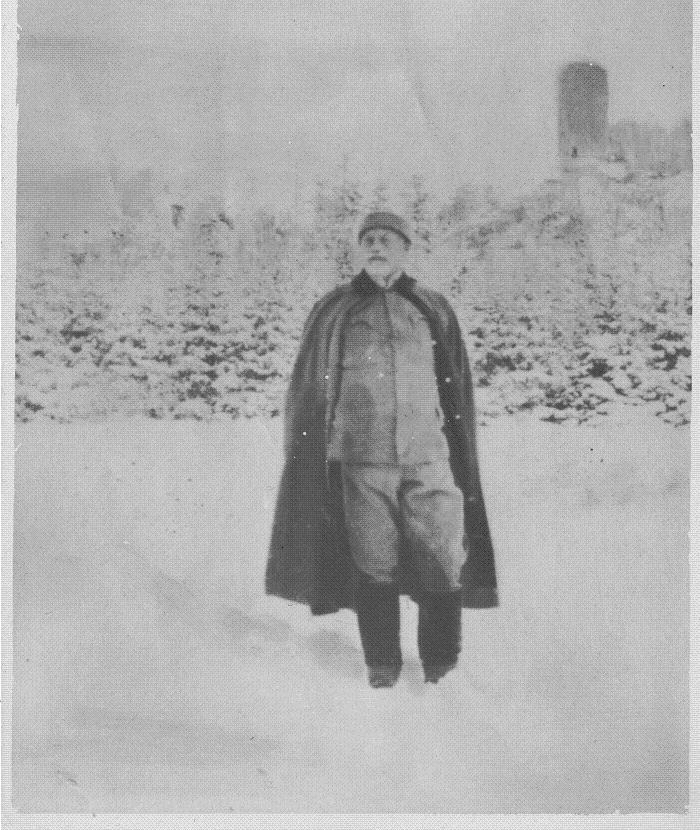
Adam Brandner als Generalmajor an der Front 1914
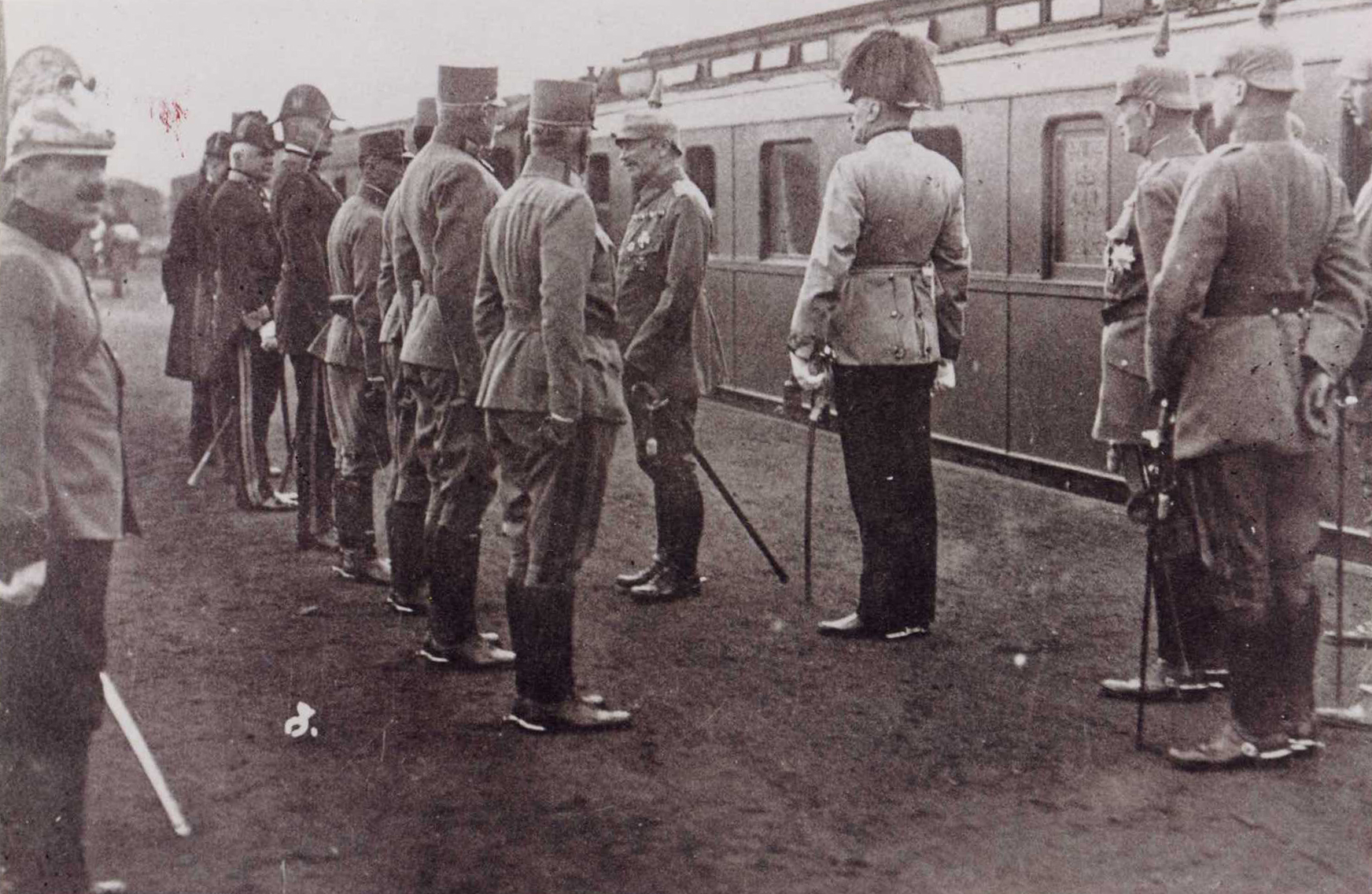
Feldmarschalleutnant Adam Brandner (2. von rechts), Militärkommandant von Krakau, 1916 bei einem Ehrenspalier vor dem dt. Kaiser Wilhelm II.
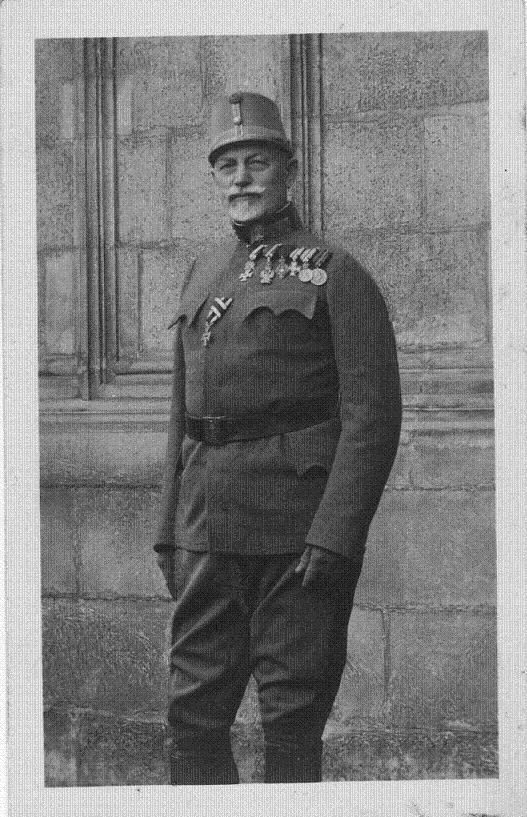
Adam Brandner 1916 als Militärkommandant
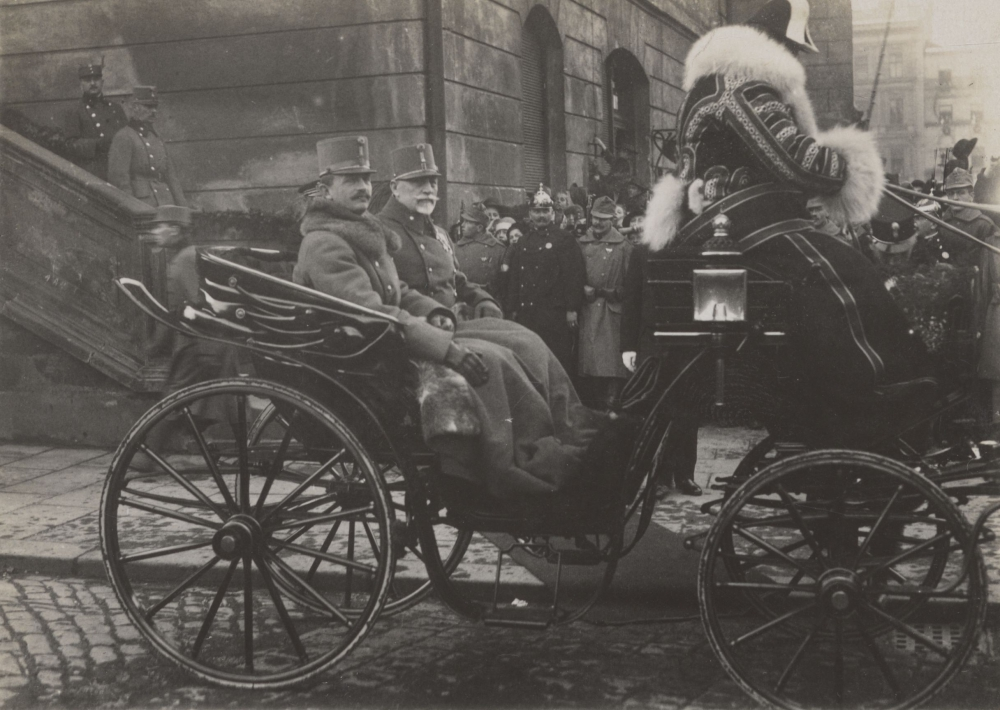
Feldmarschalleutnant Adam Brandner, Militärkommandant von Krakau, am 16. Dez. 1917 in Olmütz, mit Kaiser Karl I. in der Kutsche
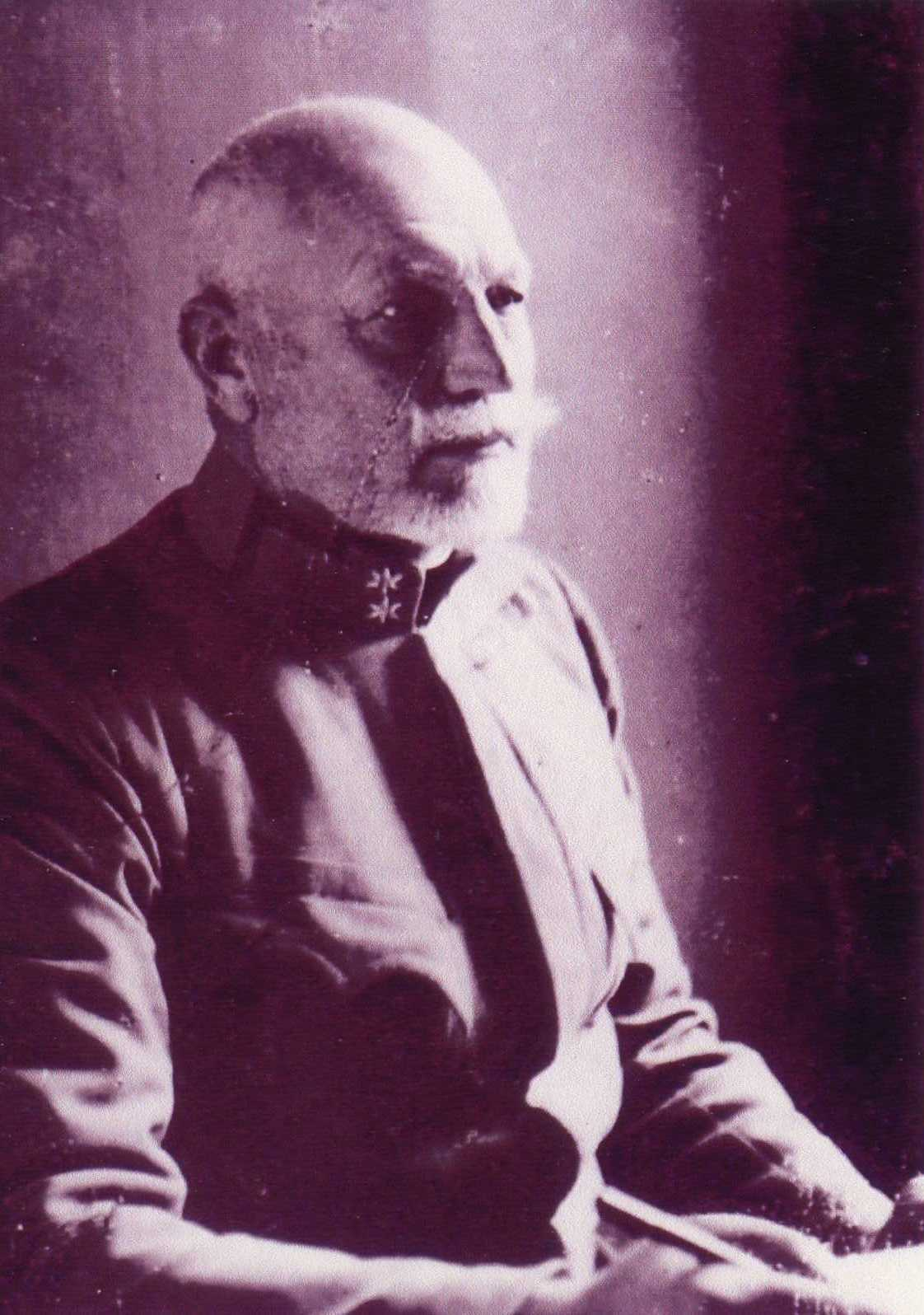
Feldmarschalleutnant Adam Brandner Militärkommandant von Krakau 1917
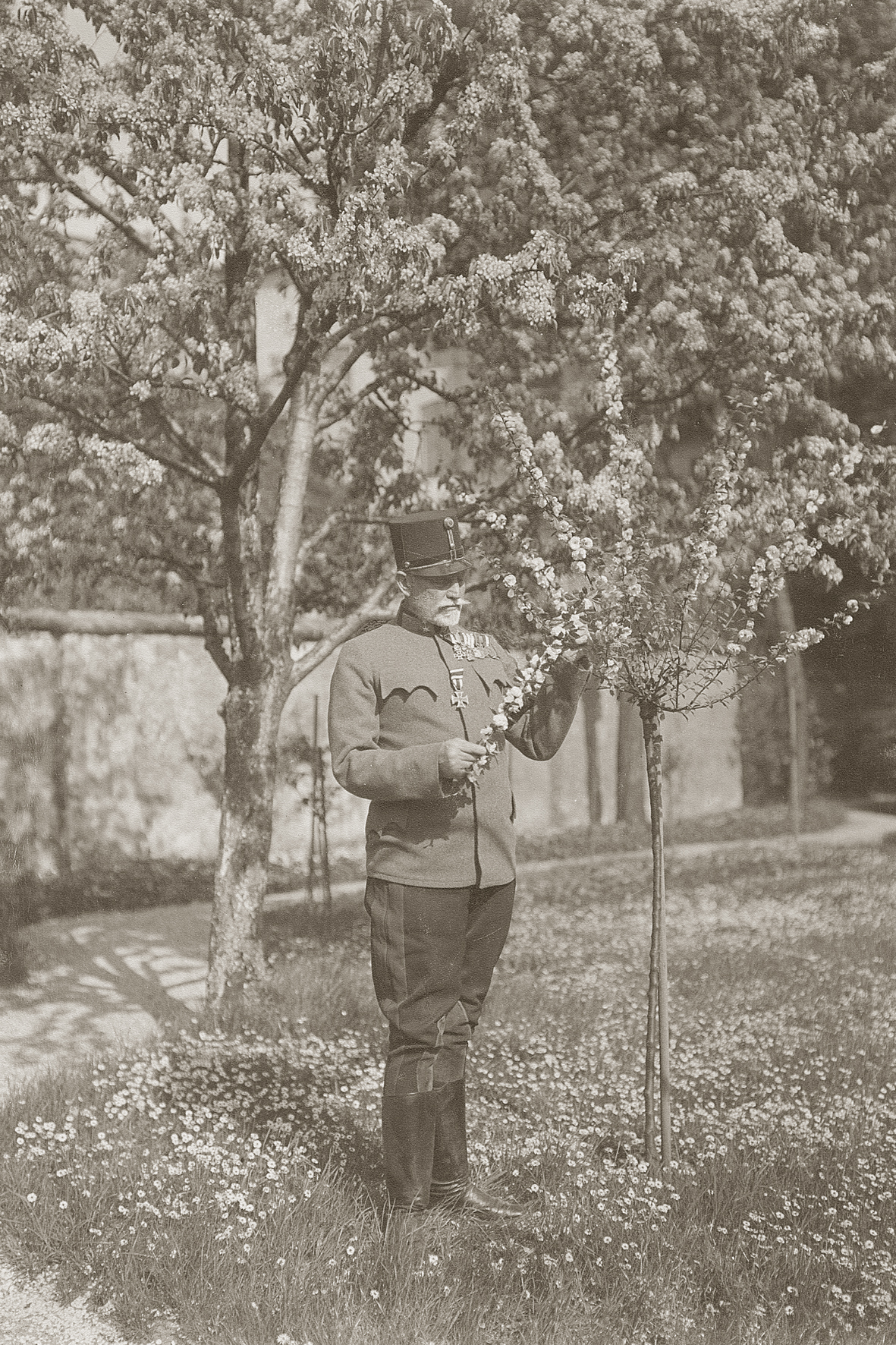
Adam Brandner als Feldmarschalleutnant 1917 in Olmütz
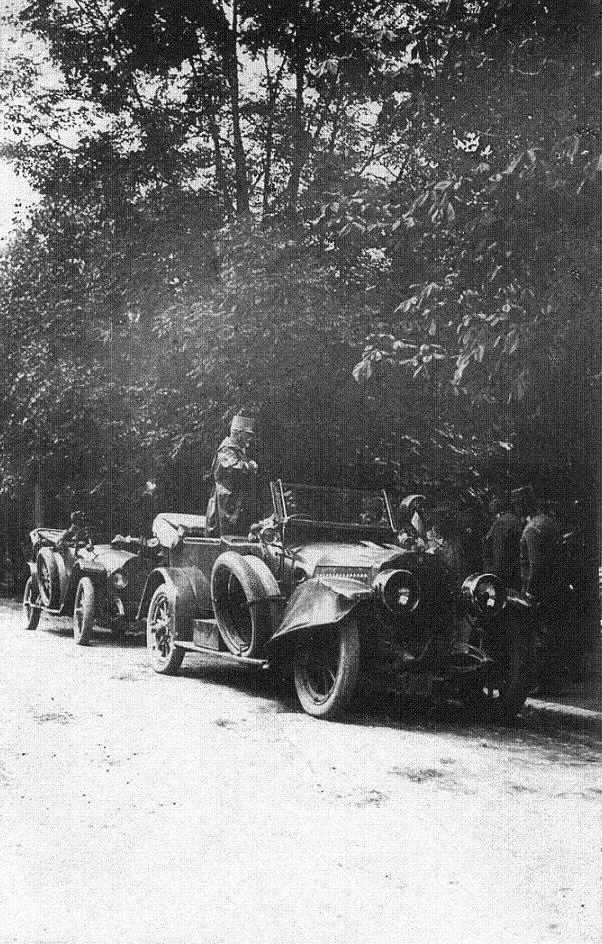
Feldmarschalleutnant Adam Brandner 1917 in Polen